# Nijala
Nijala (arab. نيالا, ang. Nyala) – stolica Darfuru Południowego, stanu w zachodnim Sudanie, położona 673 m n.p.m. Węzeł komunikacyjny, lotnisko. Na skutek konfliktu w Darfurze wokół miasta wyrosły obozowiska uchodźców. Ośrodek handlowo-usługowy regionu zbierania gumy arabskiej; przemysł włókienniczy, skórzany, spożywczy. Około 500 tys. mieszkańców. Czwarte pod względem wielkości miasto kraju.

## Transport

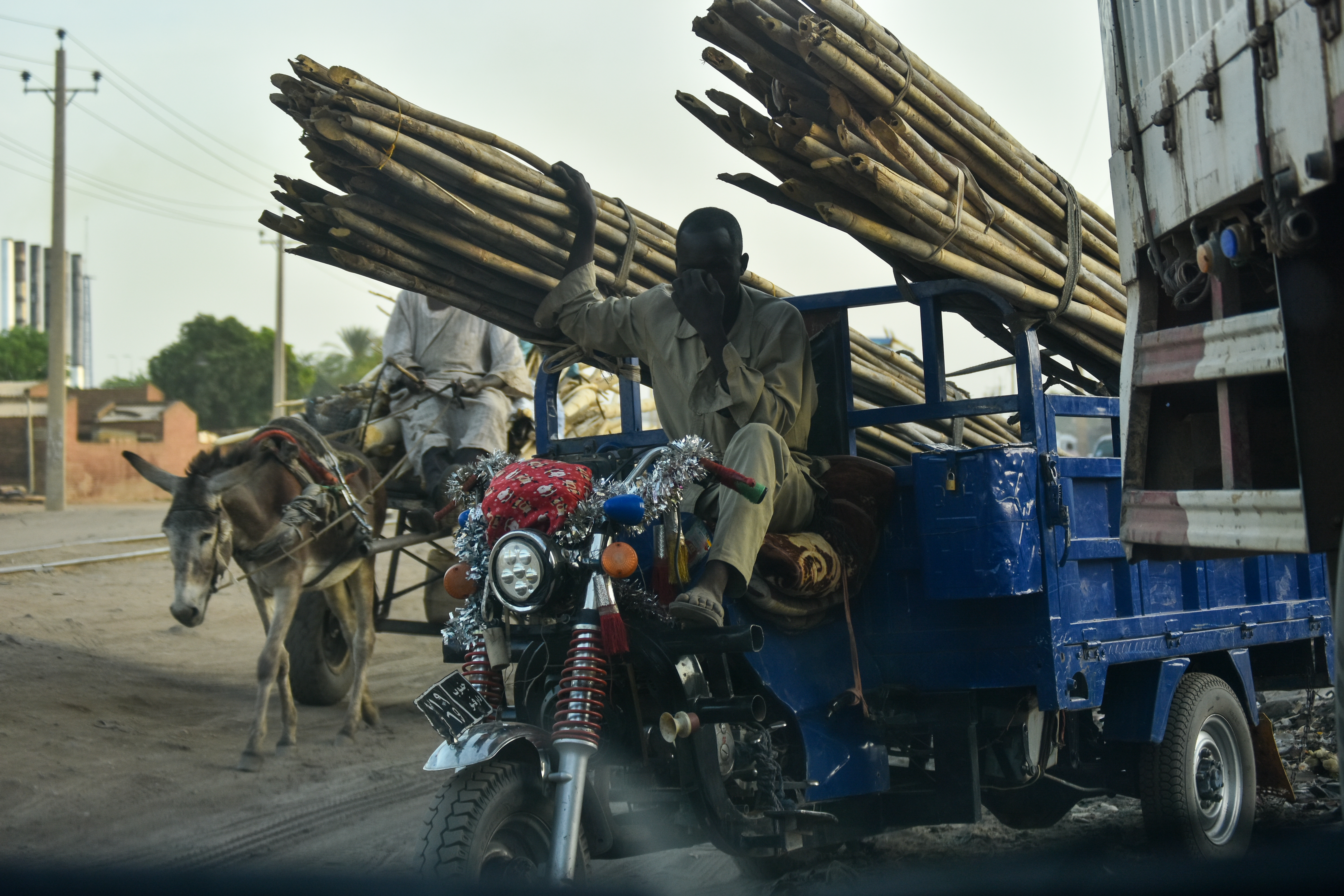
Transport

Miasto jest stacją końcową kolei sudańskich na trasie Babanusa-Nyala. Posiada połączenie pasażerskie z Chartumem.